# Gino Rossi
Gino Rossi, född 29 maj 1908 i Piacenza, död 1987, var en italiensk boxare.
Rossi blev olympisk silvermedaljör i lätt tungvikt vid sommarspelen 1932 i Los Angeles.